# 古禮治
古禮治（1809年—1887年），字仿宜，号定波，江西定南县大石堡人，清朝軍事將領、武進士出身。
道光十八年，登武進士三甲，賜蓝翎御前侍卫。后升任涿州守备、天津静海营都司、直隶大名府都司等职，后授武功將軍、武顯將軍。